# Bunyodkor PFK
A Bunyodkor PFK egy üzbég labdarúgóklub Taskent városában.
A Bunyodkor 2. helyen végzett az Üzbég Liga 2007-es kiírásában, így 2008-ban elindulhatott az ázsiai Bajnokok Ligájában, ahol sikerrel vette a csoportmérkőzéseket, így 2008 szeptemberében negyeddöntőt játszott az iráni Saipa FC ellen.
A viszonylag ismeretlen klub akkor került a média érdeklődésének középpontjába, amikor 2008 júliusában a világhírű FC Barcelona csatáráért, Samuel Eto’oért a különböző források szerint 40 millió dolláros ajánlatot tett, sőt, Eto'o el is utazott Taskentbe, hogy tárgyaljon az átigazolásáról. Egy brazil focista is játszott ebben a klubban, méghozzá az aranylabdás Rivaldo. 2008-tól 2011-ig játszott az üzbég klubban.